# Sántos
Sántos is een plaats (község) en gemeente in het Hongaarse comitaat Somogy. Sántos telt 591 inwoners (2001).